# Digitale Bibliothek
Eine digitale Bibliothek ist eine Sammlung elektronischer Medien, welche entweder lokal vorgehalten oder über ein Computernetzwerk (heute meist über das Internet) genutzt werden kann. Digitale Bibliotheken bieten beispielsweise E-Books, digitalisierte Bücher, elektronische Zeitschriften, Audiodateien und Filme an.
Betreiber von digitalen Bibliotheken können traditionelle Bibliotheken sein, aber auch Gruppen von Freiwilligen, Vereine und private Unternehmen. Der Zugang zu den angebotenen Medien kann mit Kosten verbunden oder kostenlos sein. Die Bücher können entweder im Volltext oder nur eingeschränkt lesbar sein. Manche digitale Bibliotheken bieten Downloads ihrer Medien an, bei anderen sind die Medien nur online benutzbar.
Die älteste digitale Bibliothek ist das amerikanische, von Freiwilligen erstellte Project Gutenberg, die umfangreichste ist die vom Unternehmen Google Inc. betriebene Bibliothek Google Books. Ein riesiges gemeinnütziges Projekt ist das Internet Archive, das 2012 bereits 10 Petabyte frei verfügbar machte.
Im Unterschied zu digitalen Bibliotheken verfügen virtuelle Bibliotheken nicht selbst über Medien, sondern vermitteln nur die Angebote von Anbietern elektronischer Medien.

## Definition
Das DELOS Digital Library Reference Model definiert eine Digitale Bibliothek als eine organisierte, dauerhafte Sammlung von digitalen Inhalten, die ihren Nutzern nach festgelegten Regeln und in definierter Qualität spezielle Dienste für diese Inhalte bereitstellt:

“An organisation, which might be virtual, that comprehensively collects, manages and preserves for the long term rich digital content, and offers to its user communities specialised functionality on that content, of measurable quality and according to codified policies.”

Ähnlich wie digitale Archive und digitale Museen beschäftigen sich digitale Bibliotheken mit der Erhaltung des Kulturerbes in digitaler Form. Die drei Bereiche zeigen auch Überschneidungen in ihren Definitionen und sind nicht eindeutig gegeneinander abgrenzbar. Mit Problemen rund um die Erhaltung des Kulturerbes beschäftigt sich aktuell die UNESCO.

## Organisationsformen digitaler Bibliotheken

### Digitale Bibliothek
Eine digitale Bibliothek im engeren Sinn ist ein Informationssystem, das die Dienste und Inhalte einer realen Bibliothek in digitaler Form systematisch erfasst, und das über das Web oder über lokale Datenträger zugänglich ist. Erst wenn die Daten, d. h. Digitalisate (Bilddaten) oder Volltexte (Textdaten), und die Metadaten (Informationen über das Objekt, wie Autor, Signatur, Entstehungszeit, Schlagworte etc.) zu Objekten einer Bibliothek in digitaler Form abrufbar sind, kann man von einer digitalen Bibliothek im engeren Sinn sprechen. Auch die Dienstleistungen einer traditionellen Bibliothek (Ausleihe, Fernleihe, Verwaltung der Benutzerkonten etc.) werden bei einer digitalen Bibliothek meist auf elektronischem Wege abgewickelt.

### Hybride Bibliothek
Der Begriff wurde 1998 von Chris Rusbridge geprägt und bezeichnet eine Bibliothek, „in der elektronische Objekte und Dienstleistungen mit traditionellen Quellen und Dienstleistungen gemischt werden…“
Die Hybridität einer Bibliothek bezeichnet also die Art und Weise des Fortschritts der Digitalisierung einer traditionellen Bibliothek. Kann man z. B. über einen Online-Bibliothekskatalog zwar Metadaten, aber keine Digitalisate abrufen, muss also, um das Objekt begutachten zu können, dennoch die Bibliothek besuchen, spricht man von einer hybriden Bibliothek. Digitale und hybride Bibliotheken stehen in direktem Zusammenhang mit einer traditionellen Bibliothek, der Unterschied besteht im Fortschritt der Digitalisierung der Objekte und des Dienstleistungsbereichs.

### Virtuelle Bibliothek
Im Gegenteil zu einer digitalen Bibliothek und einer hybriden Bibliothek ist eine virtuelle Bibliothek ein digitales Informationssystem, das unabhängig von einer realen Bibliothek, Informationen aus mehreren Bibliotheken (Daten und Metadaten) in einem neuen Kontext zusammenfasst und sie somit in einen neuen Sinnzusammenhang stellt. Virtuelle Bibliotheken verfügen daher über keine eigenen Medienbestände, stattdessen werden den Nutzern Zugänge zu Informationsbeständen anderer Bibliotheken ermöglicht. Diese Zugänge umfassen vor allem Online-Zugänge für Recherchen und digitale Informationsangebote, bei Bedarf aber auch Druckerzeugnisse, die über die klassische Fernleihe oder über Dokumentenlieferdienste bereitgestellt werden.

### Andere
In diesem Zusammenhang können neuere Entwicklungen genannt werden, wie z. B. E-Books und Publikationen, die originär in digitaler Form erschienen sind. Diese Formen sind meist in bestehende digitale, hybride oder virtuelle Bibliotheken, meistens mit Kosten verbunden, eingebettet, oder bilden den Korpus zu einer eigenen, virtuellen Bibliothek, die keine real existierende Bibliothek abbildet.
Zusätzlich zu oben genannten Formen, gibt es auch elektronische Bibliothekskataloge, Bibliotheksverbünde und Bibliotheksportale im Web. Der Aufgabenbereich eines elektronischen Bibliothekskatalogs liegt rein in der systematischen Erfassung des Bestandes einer realen Bibliothek in Metadaten. Ein solcher kann häufig Bestandteil von digitalen und hybriden Bibliotheken sein. In einem Bibliotheksverbund werden die Bestände mehrerer Bibliotheken an einem Ort zusammengefasst.
Sinn und Zweck Organisationsformen Bibliotheksverbund und -portal ist die vollständige Zusammenfassung der Objekte mehrerer Bibliotheken an einem Ort im Web, um so dem Nutzer die Suche nach Objekten zu vereinfachen.

## Möglichkeiten von digitalen Bibliotheken

### Volltextsuche
Viele Fachzeitschriften bieten Abstracts oder vollständige Zeitschriftenaufsätze kostenlos oder auf der Basis des Micropayment an. Sehr viele Artikel sind über die Portale der Hochschulbibliotheken (für die jeweiligen Kunden) erreichbar. Mittlerweile ist es auch üblich, dass Dissertationen in elektronischer Form eingereicht werden können, so dass diese auch im Internet verfügbar gemacht werden können. Unter anderem stellt das Projekt Gutenberg digitalisierte Literatur online bereit, die gemeinfrei geworden ist.

### Informationssammlung
Digitale Bibliotheken bieten kategorisierte Informationssammlungen zu Fachthemen an. Diese Informationen können elektronische Texte, Weblinks, elektronische Nachschlagewerke oder Elektronische Zeitschriftenbibliotheken sein.

### Recherche und Bestellung
Für Literaturinformationen gibt es Literaturdatenbanken, deren Daten über Retrievalsysteme abgefragt werden können.
Hinsichtlich der Monographien ist der Karlsruher Virtuelle Katalog die derzeit wichtigste Möglichkeit der weltweiten Recherche über eine Meta-Suchmaschine. Wichtige Datenbanken für Zeitschriftenaufsätze sind in Deutschland JADE und MEDLINE. An JADE sind die Bestellmöglichkeiten digitalisierter Artikel via JASON und SUBITO geknüpft, bei MEDLINE sind direkte Bestellungen möglich. Die Artikel werden hier als Scans per E-Mail zugestellt.

## Entwicklung der digitalen Bibliothek
Die drei wichtigen Vorreiter in Richtung einer digitalen Bibliothek sind:

### Vannevar Bush
Nach dem Zweiten Weltkrieg versuchte Vannevar Bush beim Verbreiten von Wissen beizutragen. Er wollte mit Hilfe einer Memex-Maschine, das auf Basis der Mikrofilm-Technik funktionierte, die 10.000 Seiten der Encyclopædia Britannica auf die Größe eines DIN-A4-Blattes bringen.

### J. C. R. Licklider
J. C. R. Licklider arbeitete an einem Forschungsprogramm des Verteidigungsministeriums der Vereinigten Staaten, welches das Arpanet, Vorläufer des Internets, erfand. Er hatte den Gedanken, mit einem großen Zentralrechner das Herz einer Bibliothek zu erschaffen. Seiner Vorstellung nach sollten mehrere Computer miteinander verbunden werden, um daraus einen Informationsdienst zu bilden.

### Ted Nelson
Ted Nelson hatte die Idee einer einzigen globalen netzbasierten Bibliothek. Jeder sollte auf alle Dokumente zugreifen können. Nelson prägte die Begriffe „Hypertext“ und „Hypermedia“.

## Standards
Bei der Digitalisierung des Bibliotheksbestands spielen eine Vielzahl von Standards eine Rolle. Für die Katalogisierung und EDV-Verwaltung führen die Bibliotheken einen sogenannten Online Public Access Catalogue, kurz OPAC genannt. Näher beschrieben werden die gültige Katalogisierungsregeln unter anderem im Standard Resource Description and Access (RDA), der auch von den Bibliotheken im deutschsprachigen Raum angewendet wird. Die Einführung von RDA im deutschsprachigen Raum wurde von einer Arbeitsgruppe unter Beteiligung der deutschsprachigen Nationalbibliotheken und verschiedenen Bibliotheksverbunden zwischen 2012 und 2016 erarbeitet. RDA löste die vorher geltenden Regeln für die alphabetische Katalogisierung (RAK) ab.
Ebenfalls ausgetauscht wurde das im deutschsprachigen Raum zuvor gebräuchliche Maschinelle Austauschformat für Bibliotheken (MAB), neu kommt hier der Standard des Machine-Readable Cataloging (MARC) zum Einsatz, seit 2013 benutzt die DNB das alte Format nicht mehr. Alternative Formate zum Austausch bibliographischer Daten sind der Dublin Core (DC) und das vom Library of Congress als Mittelweg zwischen DC und MARC entwickelte und ein bisschen einfachere Metadata Object Description Schema (MODS). Ein weiterer Standard in diesem Bereich ist der Metadata Encoding & Transmission Standard (METS), der auf Initiative der Digital Library Federation entwickelt und heute ebenfalls vom MARC Standards Office des Library of Congress betreut wird.
In Archiven zur Erstellung von Findmittel zum Einsatz kommt die Encoded Archival Description des Library of Congress und dessen Erweiterung Encoded Archival Context, der vom Library of Congress zusammen mit der Staatsbibliothek zu Berlin entwickelt wurde.

## Qualitätssteigerungsbemühungen
- Die International Conference on Theory and Practice of Digital Libraries[11] (ehemals European Conference on Research and Advanced Technologies for Digital Libraries[12]) findet jährlich statt.
- In Asien gibt es die International Conference on Asian Digital Libraries (ICADL).[13]
- Die Joint Conference on Digital Libraries (JCDL) wird jährlich in den USA veranstaltet und von der Association for Computing Machinery (ACM) und dem Institute of Electrical and Electronics Engineers (IEEE) unterstützt.[14]
- Das Network of Excellence on Digital Libraries (DELOS) wird von der EU gefördert.[15]

## Rechtliche Aspekte
Im Zentrum der rechtlichen Aspekten einer digitalen Bibliothek stehen u. a. das Urheberrechtsgesetz und das Bibliotheksgesetz.

### Urheberrechtsgesetz
- Urheberrechtsgesetz Österreich
- Urheberrechtsgesetz Deutschland
- Urheberrechtsgesetz Schweiz

### Bibliotheksgesetz

#### Bibliotheksgesetz in Österreich
In Österreich gibt es laut Stand Dezember 2010 kein Bibliotheksgesetz. Am 5. Juni 2007 wurde vom Abgeordneten Dr. Wolfgang Zinggl ein Entschließungsantrag an den Nationalrat gestellt, dass ein Bibliotheksgesetz für Österreich beschlossen werden soll. Der Ausgang dieses Verfahren ist aber noch offen.

#### Bibliotheksgesetz in der Schweiz
In der Schweiz gibt es kein einheitliches Bibliotheksgesetz. Es existiert jedoch ein Nationalbibliotheksgesetz, das jedoch keine spezifischen Regelungen zur Digitalisierung enthält. Ansonsten kennen einzelne Kantone noch gesetzliche Regelungen.

#### Europäische Union
Im Januar 2000 hatte der Europarat gemeinsam mit EBLIDA die „Richtlinien für die Bibliotheksgesetzgebung und -politik in Europa“ veröffentlicht. Diese Richtlinien fordern die Mitgliedsstaaten des Europarates auf, „in ihren jeweiligen Ländern entsprechende Bibliotheksgesetze auszuarbeiten, die mit den Prinzipien der Richtlinien konform gehen, oder vorhandene Gesetze anhand der Richtlinien zu überprüfen.“